# Лебедівка (зупинний пункт)
Лебедівка — пасажирський зупинний пункт Коростенської дирекції Південно-Західної залізниці (Україна), розміщений на дільниці Звягель I — Житомир між зупинними пунктами Барвинівка (відстань — 4 км) і Тетірка (5 км). Відстань до ст. Звягель I — 26 км, до ст. Житомир — 65 км.
Розташований за 0,8 км на північ від однойменного села Звягельського району.